# 美國占領多明尼加 (1965年—1966年)

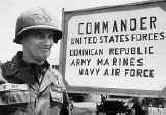
占领期间的中将布鲁斯·帕尔默

美国占领多米尼加共和国开始于多米尼加内战时期的1965年4月28日，由於據稱有共產黨勢力參與多米尼加內部衝突，美军于该日进军圣多明各，美军陆军第82空降师和第18空降师在翌日发动了名为“电源包行动”的政变。军事干预随着美军在多米尼加仅存的单位第82空降师第1旅的撤回，于1966年9月结束。

## 來源
1. 1 2 3  Lawrence Yates.  (PDF). Lawrence Papers. July 1988  [June 28, 2015]. （原始内容存档 (PDF)于2017-10-11）.
2. ↑  .   [2024-02-19]. （原始内容存档于2023-08-11）.
3. ↑  Palmer 2015，第246頁.
4. 1 2  Palmer 2015，第247頁.
5. ↑  . sincronia.cucsh.udg.mx.   [2021-08-08]. （原始内容存档于2022-10-16）.